# 사우스 파크 랠리
《사우스 파크 랠리》(South Park Rally)는 미국의 성인용 TV 애니메이션 사우스 파크를 바탕으로 한 비디오 게임으로, 1999년에 세가 드림캐스트/소니 플레이스테이션/닌텐도 64/PC용으로 나왔다.
마리오 카트 시리즈나 카트라이더와 비슷한 스타일의 가벼운 3D 자동차 경주 게임으로, 원래 2등신에 가까운 사우스 파크 등장인물들이 3D화되어서 각자 특색있는 탈것을 타고 경주를 벌인다. 쉽게 알 수는 없지만, 캐릭터마다 능력도 조금씩 차이가 있다.
게임 최초에는 한개의 코스와 레이스(기본룰), 8명의 캐릭터만이 선택가능하며, 챔피언십 모드를 클리어해가며 때로는 특정조건을 만족해야 숨겨진 캐릭터 등이 사용가능하게 된다.
가정용 게임기 버전은 언어 순화, 특정 아이템 삭제, 기종에 따라서 용량 문제 등으로 빠진 캐릭터 등이 존재한다. 이하의 내용은 PC판 기준.

## 등장인물

### 처음부터 사용 가능
- 스탠 마시
- 카일 브로플로프스키
- 에릭 카트먼
- 케니 매코믹
- 웬디 테스터버거
- 쉐프
- 바브라디 경관
- 짐보 삼촌

### 추가로 사용 가능
- 셸리 마시
- 마시 할아버지
- 네드 거블란스키
- 아이크 브로플로프스키
- 쉴라 브로플로프스키
- 리안 카트먼
- 핍
- 트윅
- 베베
- 게리슨 선생
- 맥키 선생
- 메피스토 박사
- 빅 게이 알
- 테렌스와 필립
- 외계인 방문자
- 스커즐벗
- 스타빙 마빈
- 사신
- 예수
- 데미안
- 사탄
- 카트먼 (경찰 버전)
- 쉐프 (브레이브하트 버전)

- 스탠 (핼러윈 분장 버전)
- 카일 (핼러윈 분장 버전)
- 케니 (미식축구 버전)
- 카트먼 (웨스트사이드 버전)

### 사용 가능하지 않으나 등장하는 캐릭터
- 맥다니엘스 시장 (레이스 시작전에 설명하는 역할)
- 크랩트리 부인 (특정 코스에서 차로만 등장하는 NPC)
- 치킨러버 (특정 코스에서 차로만 등장하는 NPC)
- 미스터 행키 (아이템으로)
- 프리다 할멈 (아이템으로)
- 속옷의 정령 (아이템으로)
- 사담 후세인 (아이템 효과로)

## 레이스 형태와 코스
- Rally Days #1 (코스:City)

가장 일반적인 레이스. 체크포인트 1-2-3-4번을 도는 것을 한바퀴로 하여 총 세바퀴를 빨리 돌면 승리.
- Rally Days #2 (코스:City)

코스 어딘가에 굴러다니는 트로피를 주워서 체크포인트 1-2-3-4를 찍어야 한다. 최종적으로 트로피를 들고 체크포인트 4를 찍는 사람이 승리. (1-2-3까지는 다른 사람이 찍어도 상관없다) 트로피 등의 '레이스용 아이템'은 대개 다른 플레이어가 들이받거나 아이템 공격을 하면 빼앗을 수 있다.
- Cow Days (코스:Farm)

여기서는 레이스 참가자들이 모두 광우병에 걸려있다는 설정으로 시작. 코스 어딘가에 굴러다니는 치료약을 주워서 100% 치료될 때까지 (2분간) 빼앗기지 않고 들고 다녀야 한다.
- Valentines Day (코스:Big Gay Al's)

코스 어딘가에 굴러다니는 사랑의 활과 화살을 모아서 (활과 화살이 별개의 아이템이다) 자신 이외의 경쟁상대를 전부 쏴 맞추는 사람이 승리.
- Spring Cleaning (코스:Sewers)

코스에 굴러다니는 속옷을 주워서 체크포인트 1-2-3-4를 찍는 것을 세바퀴 돌아야 한다. 각자 체크이므로 Rally Days #2처럼 되지 않으며, 속옷은 코스에 세 개가 존재한다.
- Read-A-Book Day (코스:Forest)

코스에 흩어져있는 닭들을 모아서 수집 장소에 먼저 20마리 가져다놓는 사람이 승리. 닭은 한번에 4마리까지만 들고 다닐 수 있으며, 역시 다른 플레이어와 충돌하면 빼앗긴다.
- Easter Egg Hunt (코스:Mountain)

코스에 흩어져있는 부활절 달걀을 먼저 20개 모으는 사람이 승리. 수집 장소로 가져갈 필요는 없으며, 다른 플레이어와 충돌해도 빼앗기지 않으나, 간혹 NPC인 미친 토끼에 걸리면 1개 잃게 된다.
- Pink Lemonade (코스:Big Gay Al's)

체크포인트 1-2-3-4 중에서 무작위로 주문이 들어오면 거기에 제일 먼저 도착하는 사람이 핑크 레모네이드를 하나 배달한 것이 된다. 4개를 먼저 배달하는 사람이 승리.
- Memorial Day (코스:Volcano)

외계인을 격퇴하기 위한 레이저를 주워서 체크포인트 1-2-3-4를 돌아서 파워를 100% 충전해야 한다. 레이저는 1개, 체크는 각자.
- Independence Day (코스:Mountain)

Rally Days #1과 같은 기본 경주.
- Halloween (코스:Forest)

제한된 시간 4분 동안에 가능한 한 많은 사탕을 모아야 한다. 그 외는 Read-A-Book Day와 비슷하며, 코스도 같으나 어두컴컴하고 비가 와서 잘 안 보인다는 핸디캡이 있다.
- Thanksgiving (코스:Farm)

코스에 흩어져있는 칠면조들을 20마리 잡은 뒤, 종을 먼저 울리는 사람이 승리. 칠면조는 남에게 빼앗기지 않는다.
- Christmas (코스:City)

Rally Days #2와 비슷하나 트로피 대신 크리스마스 선물상자이다.
- Millennium New Year's Eve (코스:Volcano)

사탄의 무서운 차원 열쇠를 주워서, 남보다 먼저 2분을 채워야 한다. Cow Days와 비슷.
- Ass Battle (코스:?)

멀티플레이어용.

## 아이템 박스

### 빨간 상자
- 쉐프의 짠 초코볼 : 발사아이템. 정면으로 날아가는 포탄.
- 테란스 터보 : 부스트 (자동발동). 빨간 상자에서 나오는 것 외에도, 코스마다 정해진 위치에 지정 박스로도 나온다.
- 쥐 : 코스상에 떨어뜨린다. 밟으면 미끄러지며 조종이 힘들어짐.
- 프리다 할멈 : 가까운 상대를 쫓아가서 수포를 옮긴다. 걸리면 화면에 불특정 위치를 가리는 수포가 생긴다.

### 파란 상자
- 물풍선 : 발사아이템. 카트라이더의 물풍선과 똑같다.
- 가짜 소 : 코스상에 떨어뜨린다. 부딪히면 폭발하며 공중에 날리게 된다.
- 스파키 (스탠의 호모개) : 가까운 상대를 쫓아가서 몇초간 못 움직이게 붙잡는다.
- 카페인 : 부스트 (자동발동).

### 녹색 상자
- Cheesy Poofs : 발사아이템. 통통 튀며 날아가는 콩알탄.
- 속옷의 정령 : 특유의 노래를 부르며 가까운 상대를 쫓아간다. 걸리면 갖고 있던 아이템을 전부 잃는다.
- 멕시코산 노려보는 개구리 : 코스상에 떨어뜨린다. 범위 내에 걸리는 차들이 수초간 돌이 된다. 무게가 엄청나져서, 오르막길에서 걸릴 경우 치명적.
- 필립 방귀 : 부스트 (아이템으로 모아뒀다 사용가능).

### 보라색 상자
- 웨이트게인 4000 : 자동발동. 먹은 플레이어는 "Beefcake!"라는 외침소리와 함께 일정시간 근육질 체질이 되며, 다른 플레이어와의 몸싸움에 강해진다.
- 폭발성 설사 : 코스상에 떨어뜨린다. 말 그대로 '폭발'한다.
- 항문 탐지기 : 정면으로 레이저를 발사. 걸리면 잠시 이동 불가능해지며 표정이 바뀌며 노래를 한다.
- 딜도 미사일 : 가정용 게임기에서는 안 나오는 아이템. 한참 먼 상공을 날다가 임의의 플레이어(대개 선두이거나 상위권)에게 떨어진다. 실패확률도 있음.

### 노란 상자
- 풍선머리 : 발사아이템. 맥키 선생 같은 풍선머리가 되어 잠시 공중에 붕 뜬다. 이동 불가.
- 구토 : 코스상에 떨어뜨린다. 쥐와 비슷.
- 고양이 : 발사아이템. 유도성이 있으며 맞으면 잠깐동안 돌풍에 휘말려 이동이 부자유스럽게 된다.
- 미스터 행키 : 자동발동. 다른 공격에서 한번 보호. 일정시간 지나도 사라진다. 노란 상자에서 나오는 것 외에도, 코스마다 정해진 위치에 지정 박스로도 나온다.

### 그 외
- 스푸키 비전 : 위 다섯 가지 색깔의 상자 중 어느 것을 먹어도 랜덤으로 나올 확률이 있다. 원래는 시즌 2의 핼러윈 에피소드 Spooky Fish에서 파트 넘어갈 때마다 바브라 스트라이샌드의 얼굴이 나온 것이었으나, 이 게임에서는 사담 후세인의 얼굴이 일정시간 화면을 채우며 시야를 방해한다.
- 우스터 소스 : 코스마다 정해진 위치에 지정 박스로만 나온다. 시즌 1의 핼러윈 에피소드 Pinkeye에서 케니를 시작으로 사우스 파크 주민들을 좀비로 만든 주범. 이 게임에서는 먹은 플레이어 외의 적들을 모두 일정시간 좀비화하여, 전후좌우 컨트롤을 반대로 꼬아버린다.
- 동전 : 챔피언십 모드에서만 출현. 매 코스마다 정해진 위치에 숨겨져 있으며, 한 코스에서는 한번만 먹을 수 있다. 크레딧을 하나 늘려서, 이어하기가 한번 더 가능해진다.
- 황금소, 뜨거운 파이 : 이것들 자체만으로 특별한 효력은 없고, 숨겨진 캐릭터를 꺼내는 열쇠가 된다.

## 평가
| 평가 |                                                  |
| --- | ------------------------------------------------ |
| 통합 점수 통합사 점수 게임랭킹스 (PC) 47.38% [ 1 ] (PS) 44.68% [ 2 ] (DC) 44.54% [ 3 ] (N64) 43.21% [ 4 ] 평론 점수 평론사 점수 올게임 [ 5 ] [ 6 ] (PS) [ 7 ] (DC) [ 8 ] EGM 3/10 [ 9 ] [ 10 ] 게임 인포머 4.5/10 [ 11 ] [ 12 ] 게임 레볼루션 (PC) D+ [ 13 ] (DC) D [ 14 ] 게임팬 40/100 [ 15 ] [ 16 ] 게임프로 [ 17 ] [ 18 ] 게임스팟 (PS) 3.9/10 [ 19 ] (PC) 3.3/10 [ 20 ] (N64) 2.6/10 [ 21 ] (DC) 2.5/10 [ 22 ] 게임스파이 5/10 [ 23 ] 게임존 8/10 [ 24 ] IGN (N64) 5.7/10 [ 25 ] (PC) 4.9/10 [ 26 ] (DC) 4.2/10 [ 27 ] (PS) 3/10 [ 28 ] 넥스트 제네레이션 (N64) [ 29 ] (DC) [ 30 ] 닌텐도 파워 7.3/10 [ 31 ] PC 게이머 (US) 20% [ 32 ] |                                                  |
| 통합 점수 |                                                  |
| 통합사 | 점수                                             |
| 게임랭킹스 | (PC) 47.38% (PS) 44.68% (DC) 44.54% (N64) 43.21% |
| 평론 점수 |                                                  |
| 평론사 | 점수                                             |
| 올게임 | · (PS) · (DC)                                    |
| EGM | 3/10                                             |
| 게임 인포머 | 4.5/10                                           |
| 게임 레볼루션 | (PC) D+ (DC) D                                   |
| 게임팬 | 40/100                                           |
| 게임프로 | [ 17 ] [ 18 ]                                    |
| 게임스팟 | (PS) 3.9/10 (PC) 3.3/10 (N64) 2.6/10 (DC) 2.5/10 |
| 게임스파이 | 5/10                                             |
| 게임존 | 8/10                                             |
| IGN | (N64) 5.7/10 (PC) 4.9/10 (DC) 4.2/10 (PS) 3/10   |
| 넥스트 제네레이션 | (N64) · (DC)                                     |
| 닌텐도 파워 | 7.3/10                                           |
| PC 게이머 (US) | 20%                                              |